# 翟庄街道
翟庄街道，是中华人民共和国河南省漯河市召陵区下辖的一个乡镇级行政单位。

## 行政区划
翟庄街道下辖以下地区：
纺织路社区、东方社区、王裴村、柳庄村、翟庄村、大河村、龙塘村、冯庄村、梨园周村、英杨村、范庄村和洼张村。
2017年11月24日，将召陵区召陵镇的谢庄村、李村、坡李村、岗赵村、刘庄村5个行政村，邓襄镇的张庄村、庙李村2个行政村，姬石镇的黄集村、高庄村、大周村、桂王村、康洼村5个行政村及汾河路社区居委会共计12个行政村和1个社区居委会，划入翟庄街道办事处管辖。